# Football Club de la Walck
Le FC La Walck est un club de football alsacien fondé en 1920. Champion d'Alsace en 1950, il évolua notamment dans les championnats nationaux en 1950-1951.

## Historique
Fondé en 1920, le club participe à la Gauliga Elsass 1942-1943 sous le nom de FV Walk.
Après son titre de champion d'Alsace en 1950, il participe au CFA Est, dont il finit dernier, n'ayant réussi à engranger que dix points en vingt-deux rencontres, et ayant la pire différence de buts de sa poule. Néanmoins, cette année-là, le club parvient en finale de la coupe d'Alsace.
Dans les années 1978-1981, le club réalise également de nombreux bons parcours. En 1981, le club est finaliste de la coupe d'Alsace face au FC Mulhouse. 
En 1990, le club fusionne avec l’AS Uberach.

## Palmarès
- Champion DH Alsace : 1950

## Entraîneurs
En 1951-1952, Paco Mateo, répondant à une offre de J. Heckel, devient entraîneur joueur au FC La Walck.